# Hypatium suturale
Hypatium suturale är en skalbaggsart som beskrevs av Aurivillius 1908. Hypatium suturale ingår i släktet Hypatium och familjen långhorningar.
Artens utbredningsområde är Angola. Inga underarter finns listade i Catalogue of Life.